# Lijst van spoorwegstations in 's-Hertogenbosch
Deze lijst geeft een overzicht aan van spoorwegstations in de gemeente 's-Hertogenbosch.
- Station 's-Hertogenbosch, geopend op 1 juli 1868 aan de Spoorlijn Utrecht - Boxtel.
- Station Orthen, geopend op 4 juni 1881 aan de Spoorlijn Tilburg - Nijmegen. Gesloten.
- Station 's-Hertogenbosch Oost, geopend in 1987 aan de Spoorlijn Tilburg - Nijmegen.
- Station Rosmalen, geopend in 1881 aan de Spoorlijn Tilburg - Nijmegen. Heropend in 1981 op een andere locatie.
- Station Sprokkelbosch, geopend in 1881 aan de Spoorlijn Tilburg - Nijmegen. Gesloten.
- Station Kruisstraat, geopend in 1881 aan de Spoorlijn Tilburg - Nijmegen. Gesloten.